# 195年
| 千纪： | 1千纪                                                                                           |
| 世纪： | 1世纪 \| 2世纪 \| 3世纪                                                                         |
| 年代： | 160年代 \| 170年代 \| 180年代 \| 190年代 \| 200年代 \| 210年代 \| 220年代                       |
| 年份： | 190年 \| 191年 \| 192年 \| 193年 \| 194年 \| 195年 \| 196年 \| 197年 \| 198年 \| 199年 \| 200年 |
| 纪年： | 乙亥年（猪年）；东汉兴平二年                                                                    |

## 大事记
- 漢獻帝趁李傕、郭汜內訌逃離長安，歷經一年才抵達洛陽，改元建安。
- 李傕與馬騰、韓遂議和，改任馬騰為安狄將軍，韓遂為安羌將軍。不久，馬騰與韓遂又再次互相攻伐。
- 曲阿之戰，孫策奪取揚州牧劉繇根據地曲阿。
- 曹操破張邈，圍張超數月，屠殺張邈、張超三族。
- 曹操於定陶之戰將呂布勢力驅逐出兗州。
- 南匈奴單于於夫羅去世，其弟呼厨泉繼位，其子劉豹成為左賢王。

## 各国领袖

### 非洲
- 库施
  - 国王：Amanikhareqerem（190年－200年）

### 亚洲
- 中国
  - 东汉：
    - 皇帝：汉献帝（189年－220年）
- 朝鲜
  - 百济：
    - 国王：肖古王（166年－214年）

  - 高句丽：
    - 国王：故国川王（179年－197年）

  - 新罗：
    - 国王：伐休尼师今（184年－196年）

### 欧洲
- 高加索伊比里亚
  - 国王：列夫一世（189年－216年）
- 罗马帝国
  - 皇帝：塞维鲁（193年－211年）

### 中东
- 奥斯若恩
  - 国王：Abgar IX（177年－212年）
- 安息
  - 国王：沃洛吉斯五世（191年－208年）

## 出生
- 龔祿

## 逝世
- 皇甫嵩
- 朱儁
- 张邈
- 許劭
- 樊稠，董卓部下。
- 於夫羅，南匈奴單于羌渠之子、呼廚泉之兄、劉豹之父、漢國帝劉淵之祖父。